# IC 5191
IC 5191 — галактика типу S0-a (спіральна галактика) у сузір'ї Ящірка.
Цей об'єкт міститься в оригінальній редакції індексного каталогу.